# Kristaps Gluditis
Kristaps Gluditis   (Riga, 6 de novembre de 1995) és un jugador de bàsquet letó. Amb 1.91 metres d'alçada, juga en la posició d'escorta.

## Carrera esportiva
Es va formar al planter del BK Jelgava. La temporada 2015-16 la va començar al seu club d'origen, amb una mitjana de 16,9 punts, 2,4 rebots i 1,9 assistències per partit, sent el màxim anotador de la lliga letona, fins que en el mes de desembre de 2015 va recalar a les files del Barons Riga. Poc després, en el mes de gener de 2016, fitxa per l'Herbalife Gran Canaria per jugar a la lliga EBA. La temporada 2017-18 passa a jugar a LEB Plata amb el filial del Saski Baskonia. L'agost de 2018 el CB Prat de LEB Or anuncia el seu fitxatge per a la campanya 2018-19. En el mes de gener de la mateixa temporada es desvincula de l'equip potablava i signa un nou contracte amb l'Iberojet Palma de la mateixa categoria.